# 大气层消失
《大气层消失》（The Ozone Layer Vanishes ），是1990年中国大陆拍摄的一部科幻电影，片长93分钟。

## 工作人员
- 导演：冯小宁
- 副导演：叶梅
- 责任编辑：郭玲玲
- 化装：李雨
- 照明：王春山
- 演奏：中央芭蕾舞团交响乐队
- 拟音：孙岩
- 出品公司：中国儿童电影制片厂
- 指挥：胡炳旭

## 演员与配音员
- 吕丽萍（女主角）
- 张宁（小学生）
- 吴京安（男主角）
- 葛优（科学家）
- 王咏歌（气象学家）
- 张桂兰（猫）
- 鲍国安（老虎）